# 秦岭神树 (动画)
《秦岭神树》是指改编自南派三叔系列小说《盗墓笔记》中《秦岭神树》篇的动画作品。由企鹅影视、腾讯动漫、南派泛娱联合出品，2021年上线腾讯视频。